# Saito (Giappone)
Saito (西都市?) è una città giapponese della prefettura di Miyazaki.